# متلازمة ستوكهولم (نظرية الانفجار الكبير)
" متلازمة ستوكهولم " هي السلسلة النهائية للمسلسل التلفزيوني الأمريكي نظرية الانفجار الكبير . الحلقة الرابعة والعشرون من الموسم الثاني عشر والحلقة الشاملة 279 من المسلسل. تم إخراج المسلسل بواسطة مارك سيندروفسكي ، وتم بثه لأول مرة على شبكة سي بي إس في 16 مايو 2019. وشاهد الحلقة 24.75 مليون مشاهد وحصلت على تقييمات إيجابية.
في الحلقة، شيلدون ( جيم بارسونز ) وإيمي ( مايم بياليك ) يحصلان على جائزة نوبل ، وتكشف بيني أنها حامل.

## الحبكة
بعد أن أمضى شيلدون وليونارد شهرين في إصلاح نموذج جزيء الحمض النووي الخاص بشيلدون، يستعد الجميع للسفر إلى السويد لحضور حفل توزيع جائزة نوبل. يترك هوارد وبرناديت أطفالهما بعصبية لأول مرة مع ستيوارت ودينيس، بينما يترك راج كلبه سينامون مع بيرت. يواصل بيني وليونارد إبقاء حمل بيني سراً.
أثناء سفرهم للخارج، قاموا بوضع جميع أمتعتهم في المصعد الذي يعمل الآن في المبنى السكني الخاص بهم ويضطرون إلى صعود الدرج بأنفسهم. على متن الطائرة، يجلس راج بجوار سارة ميشيل جيلار النائمة، لكن أصدقائه لا يصدقون أنها هي. رحلات الحمام المتكررة التي تقوم بها "بيني" تجعل "شيلدون" يخشى أن تكون مريضة. تكشف بيني عن حملها لشيلدون، ولكن بدلاً من أن تكون متحمسة لها، تشعر شيلدون بالارتياح لأنها ليست معدية وتكشف عن الحمل لكل من على متن الطائرة. ليونارد منزعج لأن شيلدون ليست سعيدًا بالنسبة لهما، كما أن إيمي وبرناديت منزعجتان من بيني لأنهما لم يعرفا عن الحمل منها.
في الفندق، يتصل هوارد وبرناديت بستيوارت، ويشعران بالقلق من عدم التواجد مع أطفالهما بعد أن علموا بالعديد من الحوادث المؤسفة التي وقعت. هوارد منزعج من استجابة شيلدون غير الداعمة. على الرغم من استمتاع بيني بالطعام، قررت هي وليونارد أيضًا العودة إلى المنزل بسبب وقاحة شيلدون. أخبرت إيمي شيلدون بشراسة أنه حطم قلوب أصدقائه وأن الناس يسامحونه فقط لأن تصرفاته ليست مقصودة. ومع ذلك، قررت المجموعة البقاء لحضور الحفل وقام راج بإحضار جيلار كشخص إضافي.
حصل كلا من شيلدون وإيمي على ميداليات لجائزة نوبل في الفيزياء . شجعت إيمي الفتيات على اكتساب المعرفة في خطاب فوزها. أيضا، ذكر شيلدون الخطاب المطول الذي كان يعده منذ طفولته، وشكر عائلته، ثم أصدقائه وزوجته. ذكر بأن إنجازاته تعود إلى دعمهم وحبهم له.
في المشهد الأخير، تأكل العصابة في الشقة اي فور (إشارة إلى المشهد الأخير في البداية) ويرتدي شيلدون وإيمي ميدالياتهما، كنسخة صوتية حزينة من عزف جوقة الأغنية الرئيسية للمسلسل.

## الإنتاج
قال ستيف هولاند إن الكتاب كانوا على دراية بتوقعات المعجبين بشأن النهاية، لكنهم كانوا يهدفون إلى كتابة ما "يبدو صائبا" بالنسبة لهم - على وجه الخصوص، فكرة وجود "ذروة عاطفية كبيرة" وبعدها "تنهض الشخصيات وتستيقظ". اذهبا للعمل معًا"، مع استمرار حياتهما كالمعتاد. 
اشتهرت النجمة الضيفة سارة ميشيل جيلار بدور بافي في فيلم بافي مصاصي الداء. تمت الإشارة إلى البرنامج بواسطة The Big Bang Theory سابقًا، وكان الكاتبان ستيف مولارو وهولاند من المعجبين به. عندما أدرك الكتاب أن راج لن يجلس بجانب أي شخص على متن الطائرة، اقترح تشاك لور أنها ستكون فرصة جيدة لنجم ضيف مشهور. 
تستحضر ملابس الشخصيات الطيار، بينما يستغرق ليونارد وشيلدون 139 ساعة و30 دقيقة لإعادة بناء جزيء الحمض النووي، وهو إجمالي طول فترة نظرية الانفجار الكبير (مع كل حلقة مدتها 30 دقيقة، بما في ذلك الإعلانات). 

## استقبالات

### التقييمات
تم بث فيلم "متلازمة ستوكهولم" لأول مرة على شبكة سي بي إس في 16 مايو 2019، الساعة 8 مساءً، وحصل على 18.52 مليون مشاهد على شبكة سي بي إس،  وهو أعلى رقم مشاهدة في تلك الليلة، والمرتبة الأولى لهذا اليوم.  حصل على تقييم 3.2 وحصة 17 في الفئة العمرية 18-49، وتم بثه في الساعة 8 مساءً جنبًا إلى جنب مع مسلسل قرايرز اناتومي على قناة اي بي سي ، و مسلسل سوبر ستور على ان بي سي ، و مسلسل بارادايس هوتل على قناة فوكس و مسلسل اي زومبي على قناة ذا سي دبليو. 
في كندا ، حصلت الحلقة على 4.33 مليون مشاهد على قناة سي تي في ، مما يجعلها الحلقة الأكثر مشاهدة في ذلك العام.  في أستراليا ، تم بث الحلقة على شبكة ناين في 3 يوليو 2019،  وحظيت بمليون مشاهد. 

### ردات الفعل
أعطى دانييل فاينبيرج من مجلو هوليوود ريبورتر الحلقة مراجعة إيجابية، حيث كتب أن العرض قد نضج من خلال "شخصيات نسائية قوية ومضحكة" منذ الحلقة الأولى القاسية والفظة. وجد فينبيرج خطاب شيلدون الراضي مؤثرًا واستمتع بالمشهد الأخير. ومع ذلك، فقد انتقد أن النهاية "لم تكن تعرف ماذا تفعل مع راج"، وأنها لم تستكشف بشكل كافٍ تغير رأي بيني بشأن إنجاب الأطفال، وأن خطاب شيلدون كان به غموض لكونه "حلمًا أو هلوسة". 
سالوني جاجار من موقع ماشايبل, الخاص بتقييم ومراجعة المحتوى الاعلامي. لخصت سالوني الحلقة بأنها "جميلة، ربطت النهاية كل شيء بأسلوب جميل كما في المسرحيات الهزلية". رأى جاجار خطاب إيمي كواحدة من "اللحظات النادرة" القليلة في العرض التي "دعنا نسلط الضوء على أهمية المرأة في العلوم"، ووجد أن مصعد العمل هو التطور الأكثر إثارة للدهشة في الحلقة، وانتقد أن رواية راج تفتقر إلى النهاية المحبوكة و كان "التحول الحاد" لدى بيني نحو الرغبة في الأطفال غير متطور. 
بريان لوري من سي إن إن كتب أن فيلم "متلازمة ستوكهولم" إلى جانب الحلقة السابقة "شعرت بالرضا والمتعة ، وإن كانت منخفضة المستوى إلى حد ما". وقال إنه يعكس كيفية تطور الفيلم، من خلال إضافة "الشخصيات النسائية الرئيسية" و"المزيد من المشاكل والقضايا المتعلقة بالبالغين"، دون التخلي عن التركيز على الموضوعات المملة. 
الكاتبة ومراجعة الكتب لينسي راي من مجلة ويكلي انترتينمت,
أعربت عن النهاية "منخفضة المستوى" للفيلم ، بخطاب "لطيف وصادق وجميل" من شيلدون. 

## روابط خارجية
- «متلازمة ستوكهولم» على قاعدة بيانات الأفلام على الإنترنت